# Stanhope Forbes

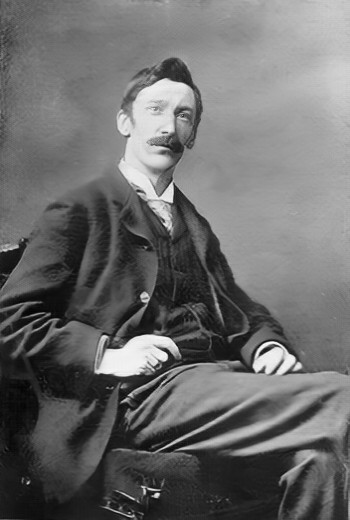
Stanhope Forbes um 1890

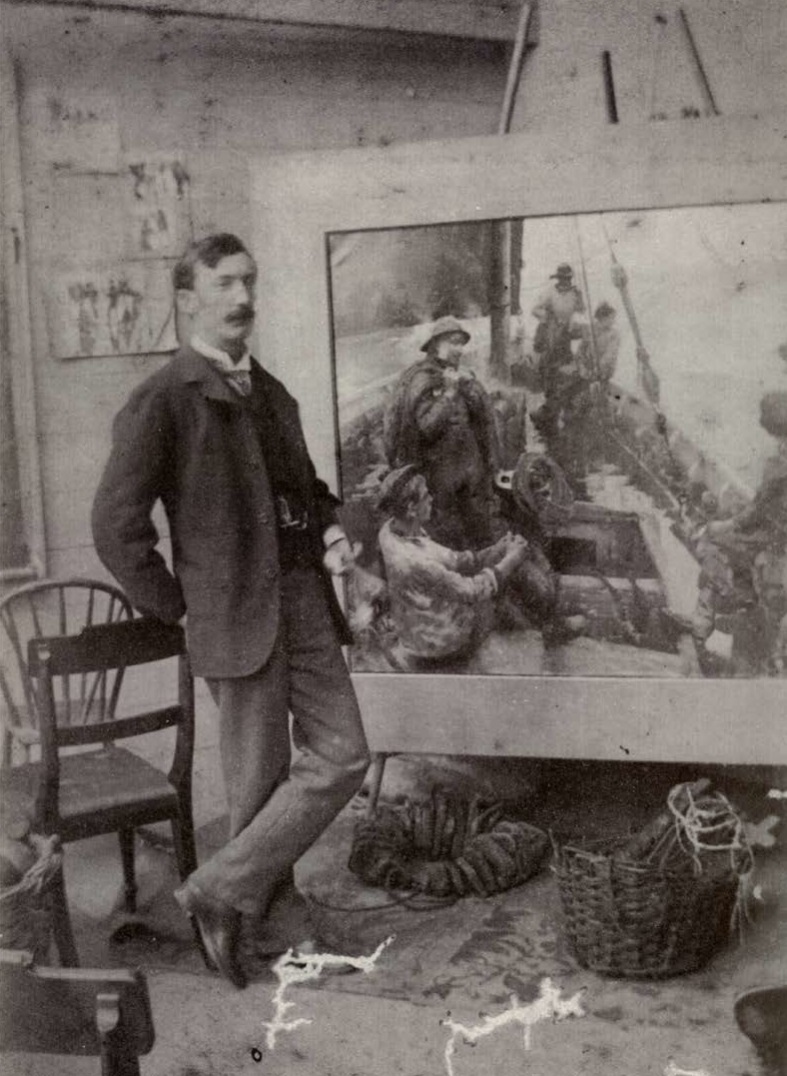
Stanhope Forbes um 1890

Stanhope Alexander Forbes  (geboren 18. November 1857 in Dublin, Irland; gestorben 2. März 1947 in Newlyn, Cornwall) war ein irischer Maler des Spätimpressionismus und ein wichtiger Vertreter der Newlyn School, einer Künstlerkolonie des späten 19. und frühen 20. Jahrhunderts.

## Leben und Werk
Sein Vater war Betriebsleiter bei den Midland Great Western Railway, seine Mutter Juliette de Guise war Französin, sein Onkel James Staats Forbes war Eisenbahnmanager und schuf eine weithin bekannte Sammlung zeitgenössischer Bilder. Forbes begann seine akademischen Kunststudien zunächst in London an der Lambeth School of Art, besuchte dann 1876 die Royal Academy Schools. Nach seinem ersten Studienjahr kehrte Forbes nach Irland zurück und nahm einen verlängerten Urlaub, um die Landschaft um Galway zu malen. 1880 ging er nach Paris, um im Atelier von Léon Bonnat zu studieren.
1881 reiste Forbes mit Malerkollege Henry Herbert La Thangue, den er am Dulwich College kennengelernt hatte, in die Bretagne nach Cancale. Dieser Aufenthalt in Frankreich brachte ihn in Kontakt mit der neuen Freilichtmalerei, die seinen Stil nachhaltig prägen sollte. A Street in Brittany, ein Gemälde, das er vor Ort geschaffen hatte, wurde 1882 an der Royal Academy ausgestellt und im selben Jahr von der Walker Art Gallery aus Liverpool gekauft. Dieser Erfolg sollte der Wendepunkt in seiner Karriere sein. Im Jahr 1883 kam er nochmals in die Bretagne, diesmal nach Quimperlé, wo er im selben Hotel wie Ralph Todd wohnte. Bei seinen Aufenthalten lernte er auch Norman Garstin, Nathaniel Hill, Walter Osborne, Joseph Malachy Kavanagh (1856–1918) und andere irische Künstler kennen. 1884 wurden an der Royal Hibernian Academy bereits Bilder aus dieser Zeit ausgestellt.
Im Januar 1884 ging Stanhope Forbes nach Cornwall und wurde einer der führenden Köpfe der Newlyn School. Wegen seiner vielen Erfolge an der Royal Academy hatte sich die Künstlerkolonie in Newlyn bald fest etabliert. Sein nationaler Ruf festigte sich mit der Annahme seines Gemäldes Fish Sale on a Cornish Beach von 1885 an der Royal Academy, jetzt ausgestellt in der Plymouth City Art Gallery, und dem Ankauf des Gemäldes The Health of the Bride 1889 von Henry Tate, jetzt zu sehen in der Tate Gallery in London. Forbes beteiligte sich aber auch am Widerstand gegen das konservative Kunstverständnis der Royal Academy of Arts und gründete 1885 zusammen mit Thomas Cooper Gotch, John Singer Sargent, Frank Bramley und anderen Künstlern den New English Art Club.
1885 traf Forbes in Newlyn auf Elizabeth Armstrong, eine junge Künstlerin, die ihm in Sujet und Malstil sehr ähnelte und die er 1889 heiratete. Im Jahr 1893 kam als einziges Kind ihr Sohn Alec zur Welt, der im Ersten Weltkrieg ums Leben kam. Weil die Zahl von Künstlern in Newlyn abnahm, gründeten Stanhope und Elizabeth Forbes 1899 ihre eigene Malschule, die Newlyn School of Painting, die eine neue Generation von Künstlern in die Gegend zog. Norman Garstin beschrieb 1901 Stanhope Forbes als ganz von der Gegenwart des Lebens durchdrungen, weder von Visionen noch von Träumen getrieben, sondern vielmehr von außergewöhnlicher Klarheit und Einfachheit erfüllt. Forbes sei ein unsentimentaler Maler, dessen Arbeit aber an den Freimut jedes einzelnen appelliert. 1910 wurde Forbes Mitglied der Royal Academy und setzte seine Maltätigkeit bis ins hohe Alter von nahezu 90 Jahren fort. Seine Frau Elizabeth allerdings starb bereits 1912.

## Galerie

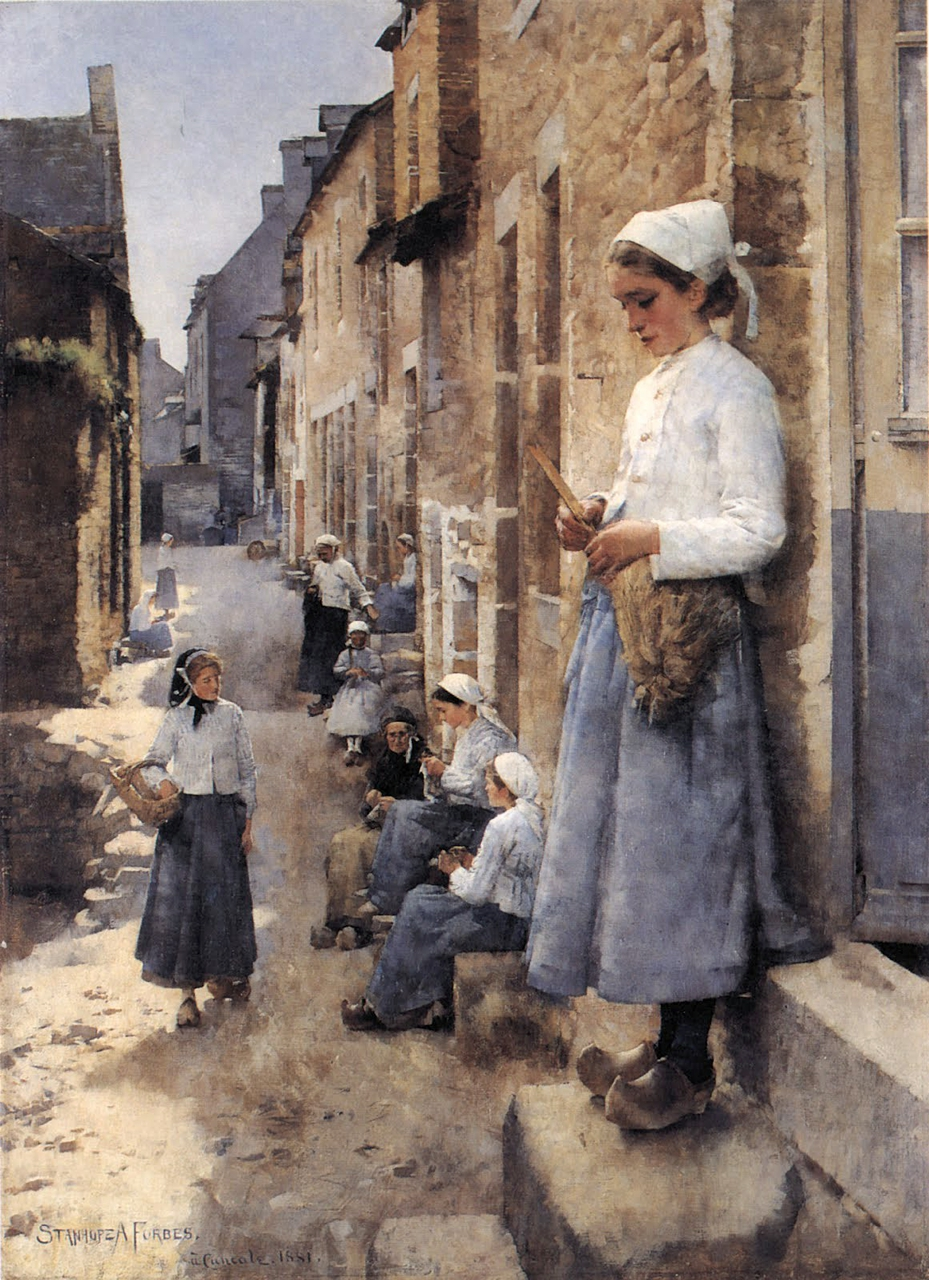
A Street in Brittany (1881)
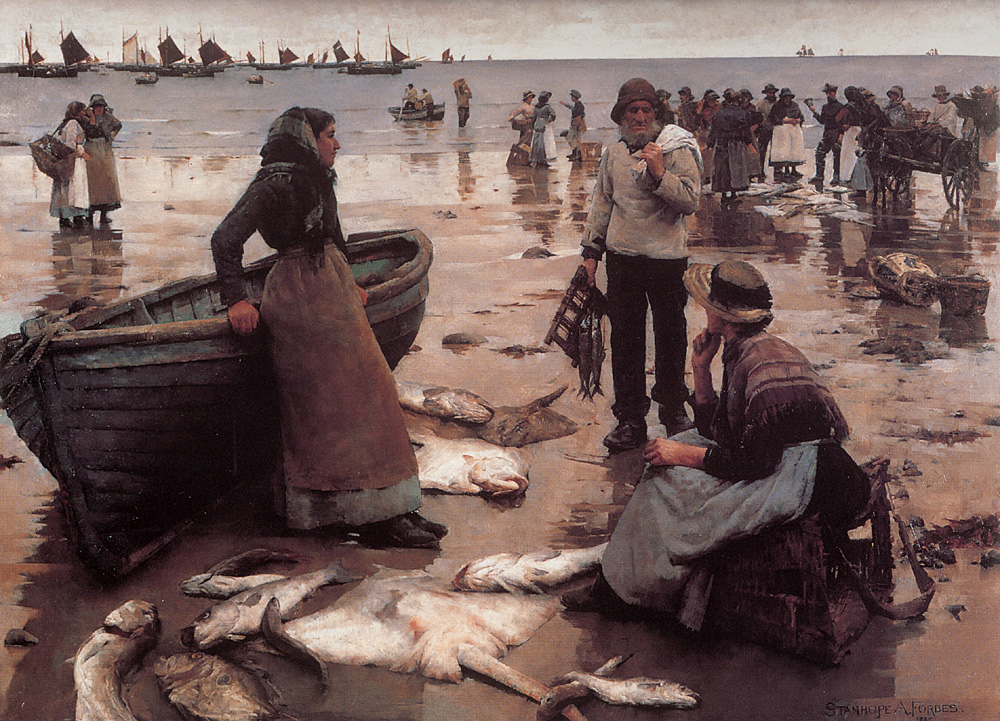
A Fish Sale on a Cornish Beach (1885)
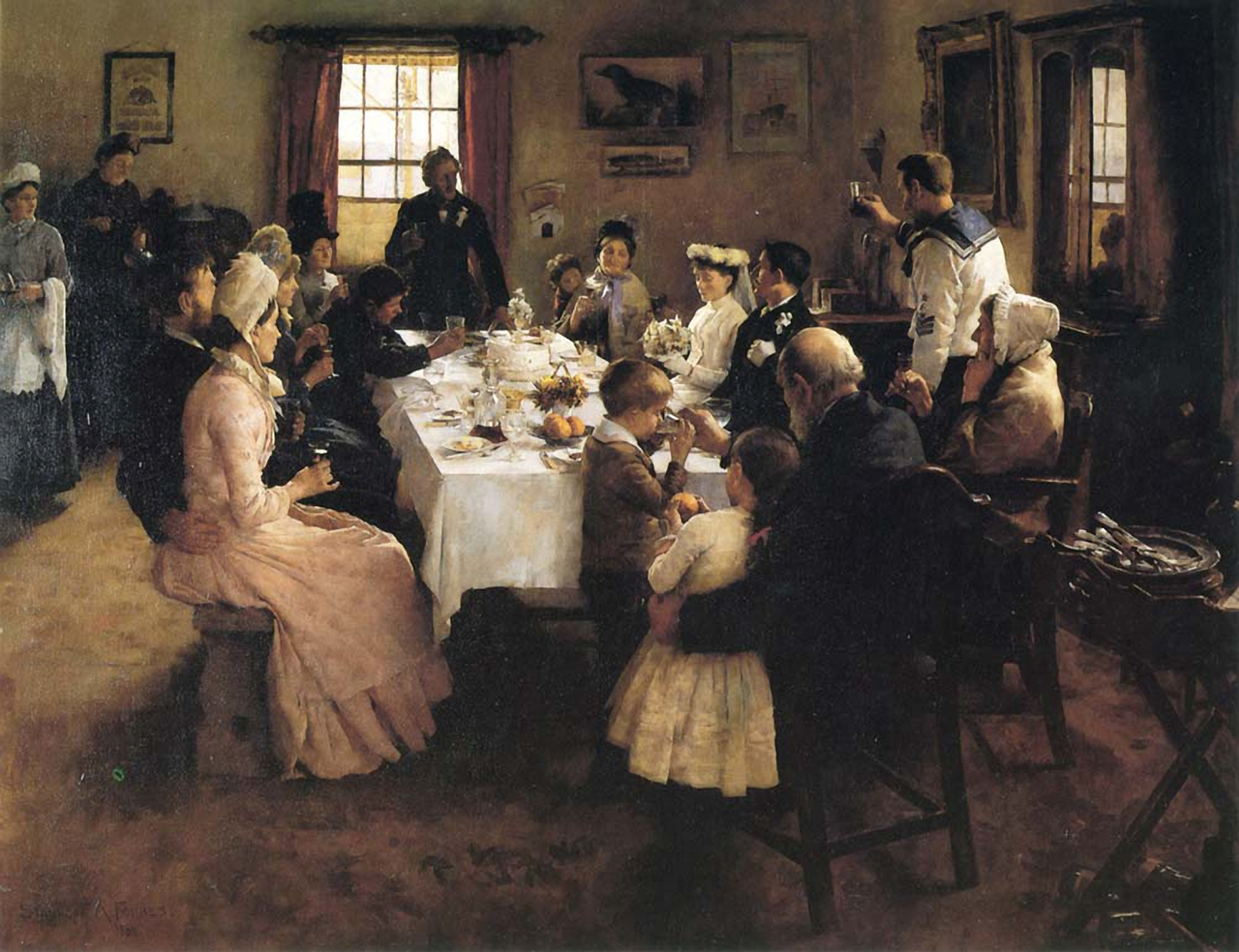
The Health of the Bride (1889)
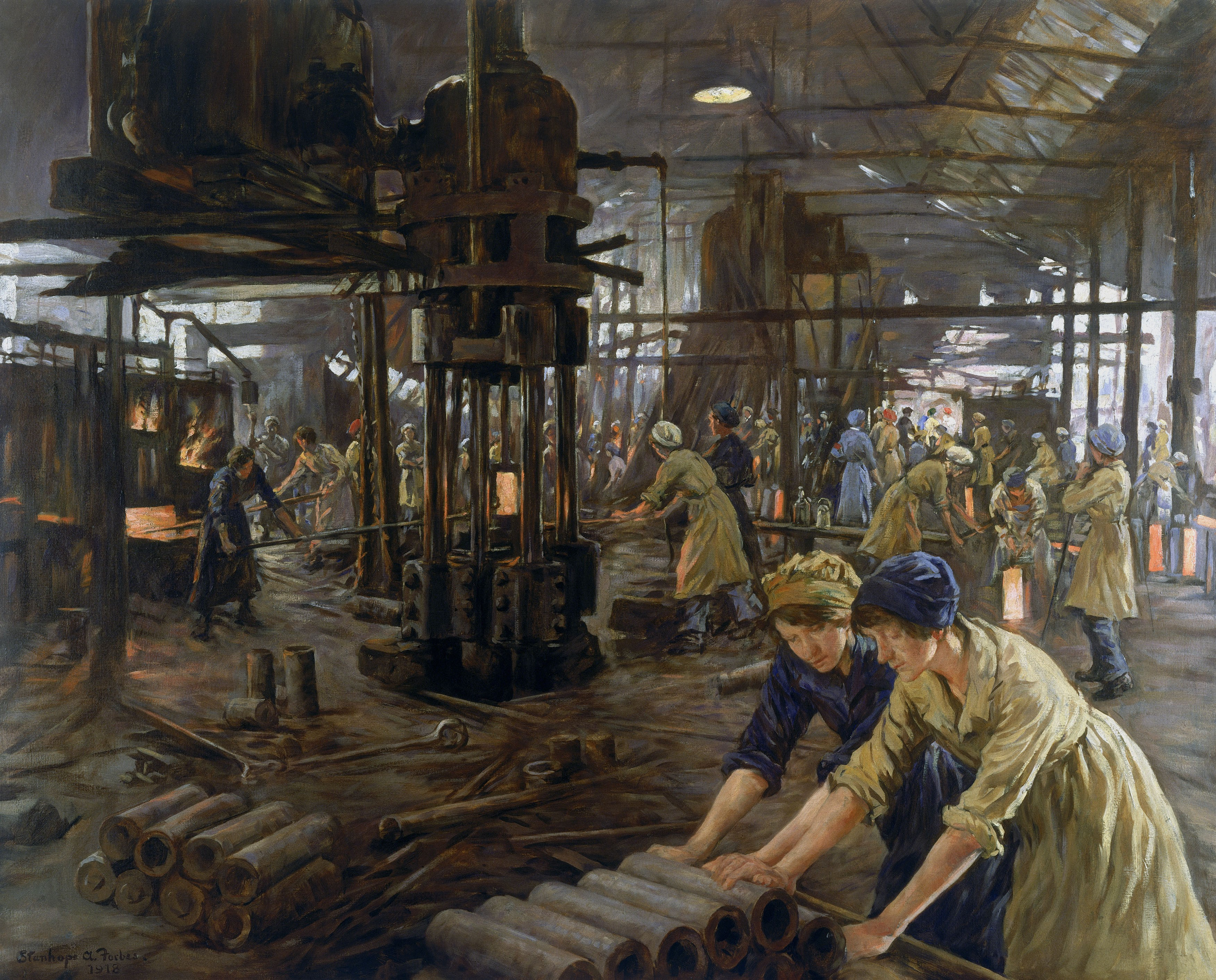
The Munitions Girls (1918)